# Dvor, Žužemberk
Dvor je vas v Občini Žužemberk, ki je svoje ime najverjetneje dobila po dvorcu, ki so ga dali zgraditi grofje Turjaški. Včasih je kraj imenovan tudi kot Dvor pri Žužemberku.
Vas se razteza na terasah levega brega Krke ob križišču lokalne ceste Žužemberk - Soteska in ceste proti Kočevju.
Prva cerkev v kraju je bila v listinah omenjena leta 1168. To naj bi bila gotska cerkev svetega Jurija, po njej pa se je vas sprva imenovala Šentjur ob Krki oziroma Jurjevo. Cerkev je bila poškodovana med 2. svetovno vojno, ko so jo na veliko nedeljo leta 1945 zadele zavezniške rakete. Po vojni so bile ruševine cerkve odstranjene. Tako je vas danes brez cerkve.
Vas sama je v listinah prvič omenjena leta 1383, prvi lastniki posestev v njej pa so bili grofje Bogenšperški, ki so kasneje posestva prodali Turjačanom. Ti so leta 1764 skušali na Dvoru ustanoviti svoje fužine, kar pa jim je preprečil lastnik fužin v bližnjem Zagradcu, Ivan Jurij Toman. 

## Železarstvo
Šele leta 1796 je v tem kraju zrasla prva fužina, ki je obratovala do leta 1896. Železarna, ki je nastala na tem mestu pa je bila v 19. stoletju eden največjih industrijskih obratov na Slovenskem. Od leta 1820 je bila usmerjena v železolivarstvo in do srede stoletja edina na našem ozemlju, ki je izdelovala predmete t. i. umetniškega liva. Železovo rudo za predelavo so dobivali iz Soteske, Repče gore in s Hmeljnika, oglje pa so pridobivali v bližnjih gozdovih Kočevskega Roga.
Leta 1806 je posebni odposlanec Đorđe Petrovića (Karađorđe) na Dvoru naročil 60 topov in možnarjev, vendar je avstrijska vlada pogodbo razveljavila. Kljub temu so livarne na Dvoru nekaj topov izdelale in so jih Srbi skrivoma odpeljali.
Leta 1822 je železarno prevzel nov nadzornik Ignacij von Panz, ki je dal obrate za proizvodno še povečati. Tako je postala železarna na Dvoru največje tovrstno podjetje južno od Alp. Leta 1834 je železarna dobila naziv »Cesarsko-kraljeva privilegirana tovarna za litoželezno in kovano blago kneza Auersperga« in je zaposlovala več kot petsto delavcev in sledila točno določenim predpisom za izdelavo svojih izdelkov. Takšni predpisi so bili v Evropi nekaj redkega in so pomenili velik korak naprej v podjetništvu.
Na Dvoru so tako izdelovali različne železne predmete, od preprostih predmetov za vsakdanjo rabo (kotli, žeblji, pločevina, ...) do zahtevnih litoželeznih izdelkov, ki so jih tudi izvažali. Med drugim so v tej železarni izdelali železno konstrukcijo za nekdanji Mrtvaški most v Ljubljani (sedanji Hradeckega most) in prve vozičke za železnico v Postojnski jami.
Leta 1869 je železarna pogorela, kar je vodilo v zmanjšanje proizvodnje in krčenje železarne. Po tem požaru se železarna ni nikoli več povsem pobrala, huda konkurenca pa je povzročila njen propad. Obrate so zaprli leta 1896.

## Pomen kraja
Na Dvoru je bila leta 1864 odprta prva šola, zasebna tovarniška šola kneza Auersperga, ki je delovala do odprtja prve ljudske šole v kraju. Ta je bila zgrajena in odprta leta 1874. 
Po propadu železarne je Dvor začel izgubljati na pomenu, saj do njega ni bila nikoli speljana železnica, promet po reki Krki pa je bil onemogočen zaradi številnih brzic v srednjem toku te dolenjske reke. V vasi sta nekoč sicer obratovala tudi žaga in mlin, ki pa ju danes ni več.
V bližnjem naselju Jama je bilo 4. julija 1944 ustanovljeno Frontno gledališče 7. korpusa NOVJ. Kraj je po 2. svetovni vojni postal gospodarsko skoraj nepomemben, zato so poskušali z otvoritvijo ribogojnice, ki so jo na Dvoru odprli leta 1964, spet pospešiti njegovo gospodarsko rast. Danes so ostanki železarne spomeniško zaščiteni, sam kraj pa se gospodarsko še vedno naslanja na bližnji Žužemberk in Novo mesto.